# آسئوچال
آسئوچال (به اسپانیایی: Aceuchal) یک شهرستان در اسپانیا است که در استان باداخس واقع شده‌است.